# Абдалла аль-Мансур
Абдалла аль-Мансур (араб. عبد الله بن حمزة; 24 лютого 1166 – 21 квітня 1217) – імам Зейдитської держави у Ємені, нащадок Гамзи аль-Мухтасіба аль-Муджахіда, правив у 1187—1217 роках.